# Мультиспектральная оптоакустическая томография
Мультиспектральная оптоакустическая томография (МСОТ) — технология визуализации для получения оптических изображений высокого разрешения в рассеивающей среде, в том числе в биологических тканях. Основой МСОТ является воздействие на биологическую ткань лазерного излучения с ультракороткими импульсами продолжительностью в диапазоне 1-100 нс. Поглощение тканями излучаемых световых импульсов вызывает термоупругие напряжения в области поглощения света, феномен известный как оптоакустический или иначе фотоакустический эффект. Подобное тепловое расширение обусловливает возбуждение ультразвуковых волн в среде, которые в свою очередь могут быть приняты и преобразованы для получения изображения. Этап формации изображения может быть выполнен посредством аппаратного обеспечения (например, акустической или оптической фокусировки) или с помощью компьютерной томографии (математический алгоритм получения изображения). В отличие от других видов оптической визуализации, МСОТ включает в себя облучение исследуемого образца на различных длинах волн, что позволяет детектировать ультразвуковые волны испускаемые различными светопоглощающими молекулами в тканях, будь то эндогенные (окси- и диоксигемоглобин, меланин) или экзогенные (контрастные агенты, наночастицы) молекулы. Вычислительные методы спектральной расшифровки позволяют выделить ультразвуковые сигналы испущенные различными светопоглощающими частицами, что в свою очередь позволяет получать отдельные изображения для каждого отдельного источника акустических сигналов, присутствующего в исследуемой среде. Таким образом, с помощью МСОТ становится возможна визуализация концентрации гемоглобина в крови, уровень насыщенности кислородом или степень гипоксии. В отличие от других оптических методов, технология МСОТ не подвержена воздействию рассеяния фотонов, и потому позволяет получать оптические изображения высокого разрешения глубоко залегающих биологических тканей.

## Описание метода
Мультиспектральная оптоакустическая томография описана как 6-размерный (6-параметрический) метод, в котором к трём геометрическим измерениям (координаты пространства по осям x, y, z) добавлены координаты времени, длин волн излучения и диапазона ультразвуковых частот. Измерения МСОТ можно проводить на протяжении длительного отрезка времени, что позволяет исследовать динамические процессы. Диапазон длин волн применяемых в МСОТ охватывает весь спектр от ультрафиолетового (УФ) до инфракрасного (ИК). Длина волны определяет глубину, на которой могут быть обнаружены светопоглощающие частицы, а также их тип. Возможно использование других типов излучения, например, высокоэнергетических ионных лучей и излучения в радиочастотном диапазоне. Выбор диапазона ультразвуковых частот определяет разрешение, а также амплитуду величины объектов, которые могут быть различены на изображении. Данный выбор диапазона частот определяет или речь идёт о макроскопическом режиме визуализации с разрешением 100—500 мкм и глубиной проникновения> 10 мм, или о мезоскопическом режиме с разрешением 1-50 мкм и глубиной проникновения <10 мм.[6] Микроскопическое разрешение также возможно с использованием мультиспектральной оптоакустики. Как и в методе оптической микроскопии, для формирования изображения используется сфокусированный луч света и предложенные возможности принципиально те же (разрешение составляет доли одного микрона, глубина проникновения <1 мм).
На сегодняшний день МСОТ используется в широком диапазоне биологических применений, в том числе в исследовании сердечно-сосудистых заболеваний, нейровизуализации [10-13], а также в исследованиях рака. Развитие систем визуализации в режиме реального времени с ручными датчиками позволило клиническое применения МСОТ для визуализации молочной железы, сосудов, лимфатических узлов и кожных покровов.

## Этимология
Мультиспектральная. В основе МСОТ лежит получение изображений на нескольких длинах волн и определение отдельных спектральных характеристик в каждом отображенном вокселе, что делает этот метод мультиспектральным. Как правило, МСОТ используется для генерации трёх изображений: первое анатомическое изображение, полученное при излучении на одной длине волны, второе — функциональное изображение, различающее концентрации окси- и деоксигемолгодина, и третье изображение, различающее дополнительный (-ые) светопоглотитель (-ли). Подобными дополнительными светопоглощающими частицами могут служить меланин, липиды, вода, а также другие эндогенные или экзогенные агенты. Пример типичного МСОТ изображения различающего анатомическую, функциональную и молекулярную информацию показан на Рис. 1.
Оптоакустическая. Этот термин означает сочетание оптической (от греч. oπτικός) и акустических (от греч., ακουστικός) энергии (или компонентов) в одной модальности, что отличает оптоакустичскую визуализацию от оптической. Фотоэхо означает сочетание света (от греч. Φως) и звука (Ήχος или отражения звука/эхо Hχώ). Термин фотоакустика также широко используется, и означает генерацию акустической энергии под действием света. Фотоэхо и фотоакустика по отношению к оптоакустике то же, что фотон в оптике: оптические методы основаны на фотонах, в то время как оптоакустические методы основаны на фотоэхо или фотоакустических сигналах.
Томография. Этот термин означает изображение, полученное путем совмещения первоначальных «сырых» измерений снятых с нескольких точек вокруг образца в рамках математической схемы обратного отображения. Этот процесс аналогичен рентгеновской компьютерной томографии, за исключением того, что томографические математические модели в оптоакустике описывают распространение света и звука в тканях.

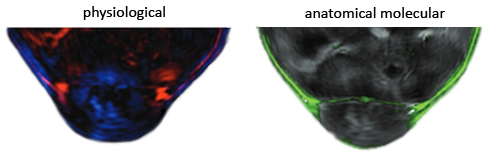

Рис.1. Функциональные возможности МСОТ. Двумерное распределение окси- и деокигемоглобина в опухоли (слева). Контрастное оптоакустическое изображение в сочетании с двумерным распределением эксогенного флуоресцентного агента (справа).

## Принципы работы
Принципы работы МСОТ показаны на Рис. 2. МСОТ обнаруживает фотоэхо, то есть ультразвуковые волны, генерируемые в результате термоупругого расширения исследуемого образца (например, биологической ткани) после поглощения им электромагнитной энергии. Как правило, образец подвергается излучению с импульсами в наносекундном диапазоне, в качестве альтернативы может быть использован модулированный по интенсивности свет. По меньшей мере часть электромагнитной энергии, поглощенной образцом, преобразуется в тепло; наблюдаемое вследствие этого процесса повышение температуры, по амплитуде исчисляемое в милли-Кельвинах, ведёт к термоупругому расширению образца. Это порождает волну давления в виде ультразвуковой волны широкого диапазона частот. Приём ультразвуковых волн, испускаемых образцом осуществляется посредством датчиков, расположенных вблизи образца, как правило, в нескольких положениях вокруг него. Амплитуда волны звукового давления обеспечивает информацию о локальном поглощении и распространении энергии в образце, в то время как интервал времени между импульсом и моментом приёма ультразвуковой волны на детектор несёт информацию о расстоянии между детектором и источником фотоэхо. Оптоакустические данные, собранные в течение определённого промежутка времени в нескольких положениях вокруг образца обрабатываются используя алгоритм томографической реконструкции для получения изображений пространственного распределения светопоглотителей в образце. Данные, собранные в результате излучения на одной длине волны позволяют произвести визуализацию распределения светопоглощающих частиц, обладающих сходными характеристиками поглощения на данной длине волны. Данные, собранные в результате излучения на нескольких длинах волн позволяют провезти точное различие поглотителей света с отличными друг от друга спектрами оптического поглощения, таких как окси- и деоксигемоглобин, миоглобин, меланин или экзогенные поглотители света. Выбор длин волн излучения, используемого в МСОТ, осуществляется на основе характеристик поглощения частиц, служащих объектом исследования в конкретном случае. Для выделения тех или иных отдельных поглотителей света, изображения, полученные на разных длинах волн, подвергаются дополнительной обработке с использованием алгоритмов вычитания или спектральной расшифровки. Фоновый контент изображений, представляющий меньшей интерес, может быть уменьшен с использованием различий во временной составляющей (например, вычитание изображения, соответствующего базовой временной точке), а также в спектрах поглощения различных поглотителей света (спектральное разложение).

## Действующие измерения МСОТ
Потенциал МСОТ заключается в возможности получения мульти-параметрической информации, что включает в себя три пространственные измерения (х, у, z), пространство-времени, оптический волновой спектр и ультразвуковой диапазон частот. По этой причине технология МСОТ была описана как шестимерная модальность. Наличие столь высокого числа измерений стало возможным благодаря ключевым достижениям в области источников лазерного излучения, новшествам в дизайне УЗ детекторов, а также разработке методов компьютерной томографии и спектрального разложения. Возможности и задачи каждого МСОТ измерения описаны ниже.

### Объемная визуализация
Оптоакустическая (фотоакустическая) визуализация по своей сути являет собой трехмерный метод визуализации, так как фотоэхо (оптоакустические волны) распространяются во всех трех пространственных измерениях. Таким образом, оптимальная томографическая визуализация, достигается путем приёма на протяжении продленного отрезка времени испускаемых волн акустического давления при помощи УЗ детекторов расположенных на замкнутой поверхности окружающей исследуемый образец ткани в пространстве. Как правило, трехмерные системы визуализации осуществляют это путем последовательного сканирования вокруг образца с помощью одного датчика ультразвука, как альтернативу применяют одномерные или двумерные массивы УЗ датчиков для параллельного во времени приема сигналов.
Большой объем данных должен быть собран и обработан для получения трехмерных изображений, что в свою очередь требует большого числа УЗ датчиков, длительного времени сканирования и высокой вычислительной нагрузки. Для уменьшения степени сложности, трехмерная задача часто упрощается до квази-двумерной с помощью сфокусированных УЗ детекторов, чтобы ограничить сбор УЗ данных лишь в двумерной плоскости в объеме. Результатом такого подхода к сбору и обработке данных служит серия двумерных изображений поперечного сечения изучаемого объекта (XY), которые могут быть получены в режиме реального времени и обладают довольно высоким разрешением в плоскости, в случае если элементы детектора располагаются с высокой плотностью вокруг плоскости изображения. Механически переводя детектор в новое положение вдоль оси Z, позволяет проводить сканирования всего объёма.

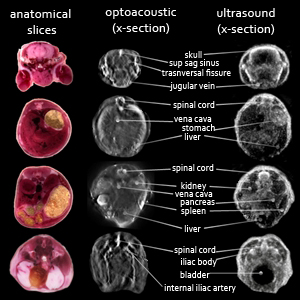

Рис. 2. Объемная оптоакустическая визуализация и сравнение с ультразвуковой визуализацией. Проекции максимальной интенсивности для нескольких срезов для случая ультразвуковой визуализации (справа), оптоакустики (в середине). Гистологические срезы ткани показаны слева.

### Визуализация с темпом видео-потока (в режиме реального времени)
Оптоакустическая визуализация на ранних этапах её развития предполагала сканирование при помощи одного УЗ датчика вдоль одного или двух измерений, в результате чего время получения изображения могло достигать нескольких секунд, минут и дольше. Это сделало метод непрактичным для визуализации животных ин-виво или в клинических исследованиях. Технологический прогресс в области разработки массивов УЗ датчиков и аналого-цифровых преобразователей позволил одновременный примем данных с помощью 512 параллельных датчиков, что существенно сократило время, необходимое для томографического сбора данных, вплоть до возможности визуализации с темпом видео-потока. В дополнение, были разработаны лазеры, позволяющие переключаться между длинами волн в пределах 20 мс, также обеспечивая видео-темп МСОТ. Видео-темп применительно к медицинской визуализации не только сокращает артефакты вызванные движением объекта, но также позволяет исследовать биологические процессы ин-виво, включая использование систем с ручными УЗ датчиками. Столько высокая скорость смены кадров обеспечивает оператору обратную связь в режиме реального времени, необходимую для ориентации и быстрой локализации областей, представляющих интерес для исследования.

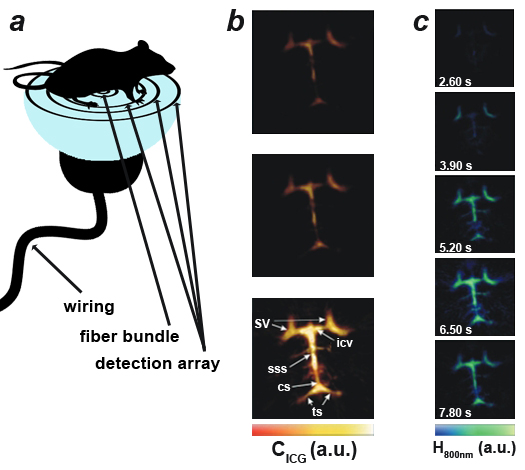

Рис. 3. Визуализация перфузии мозга мыши в пяти измерениях ин-виво.(а) Строение экспериментальной установки. (б)Аксиальные проекции максимальной интенсивности для случая излучения на одной длине волны до (первое изображение сверху) и после инъекции контасного агента индоционина зеленого в двух концентрациях (10нмоль (второе изображение сверху) и 50нмоль (третье изображение сверху)). (с) Временные серии проекций макисмальной интенсивности после инъекции 10 нмоль индоцианина зеленого.

### Мультиспектральная визуализация
Основным преимуществом МСОТ является способность различать фотоэхо, полученные в ответ на лазерное излучение с использованием различных длин волн. Поскольку свойства фотоэхо зависят от оптических характеристик поглощения молекул в исследуемой ткани, MSOT позволяет визуализировать распределение определенных светопоглотительных молекул. Наиболее частым объектом визуализации являются такие эндогенные светопоглотители как окси- и дезокси-гемоглобин, ключевые составляющие кислородного метаболизма, миоглобин, липиды, меланин и вода. Некоторые экзогенные контрастные агенты также были использованы в МСОТ, в их числе несколько часто применяемых в гистологии красителей, флуоресцентные красители, новейшие агенты на основе метала и неметаллические наночастицы. Трансфекция репортерных генов в ткани для реализации контрастных агентов in situ также описана в источниках, как например, трансфекция гена тирозиназы для выработки меланина.
С помощью методов спектрального разложения, данные МСОТ могут быть использованы для создания отдельных изображений на основе контраста соответствующего различным светопоглотителям. Так в результате одного сбора данных МСОТ могут быть получены отдельные изображения распределения окси- или дезокси-гемоглобина. Данные изображения могут быть затем объединены в одно, чтобы обеспечить полную картину оксигенации тканей / гипоксии (Рис. 5). Используя гемоглобин в качестве естественного внутреннего кислородного сенсора , МСОТ являет собой единственный доступный метод, позволяющий с высокой разрешающей способностью получать изображения оксигенации тканей без необходимости каких-либо экзогенных меток. В то же время, в дополнение с МСОТ могут быть получены изображения эндогенных светопоглотителей, таких как липиды и вода, а также экзогенных контрастных агентов.

### Визуализация в различных диапазонах УЗ частот (макро-, мезо- и микроскопия)
Фотоэхо проявляют сверхширокий диапазон частот, который определяется шириной излучаемого пульса и размером исследуемого объекта. Однако, решающим фактором определяющим диапазон частот, которые могут быть собраны и обработаны для последующей реконструкции изображения, является тип используемого УЗ детектора. Для МСОТ в области макроскопии обычно используются детекторы, работающие в диапазоне частот от 0,1 до 10 МГц, что обеспечивает глубину визуализации около 1-5 см и разрешение 0,1-1 мм. Длины волн излучения, как правило, выбирают из ближней ИК-области спектра и обеспечивают распространение света по образцу для глубокого проникновения в ткань. Изображения затем генерируются с использованием метода компьютерной томографии. Подобный макроскопический режим МСОТ используется для визуализации животных и человека для анализа анатомических структур ткани, физиологии и реакции на лекарственные препараты. Как правило, регион интереса составляет примерно 30-50 см3 с разрешением 200—300 микрон.
Разработка УЗ детекторов с полосой пропускания 10-200 МГц или шире дала возможность для проведения МСОТ в режиме мезоскопии на глубине 0,1-1 см с разрешением, которое может превышать 10 микрон даже на глубине нескольких миллиметров.
Лазерное излучение, используемое в данном случае как правило, не сфокусировано с длинами волн из видимой и ближней ИК областей спектра. Изображения также формируются с помощью метода компьютерной томографии. МСОТ в режиме мезоскопии позволяет анализировать морфологию и биологические процессы, такие как воспаление с более высокой степенью деталей, чем при макроскопии, позволяя, например, визуализацию микрососудов кожных покровов и эпителия или внитриопухолевой микросреды. Типичные размеры региона интереса в данном случае составляют приблизительно 50 мм3 с разрешением 5-30 мкм.
Была также предложена возможность применения оптоакустической визуализации в микроскопическом режиме. Данный подход включает в себя сканирование поверхности ткани с использованием сфокусированного пучка света. Глубина визуализации (как правило, <1 мм) и качество полученного изображения ограничены вследствие оптической дифракции и рассеяния, но не ультразвукового дифракции. Другими словами, к оптоакустической микроскопии применительны те же ограничения, что и к обычной оптической микроскопии. Однако в сочетании оба метода микроскопии могут предоставить больше информации, чем каждый метод в отдельности.

## Эксплуатационные характеристики МСОТ

### Режимы работы
МСОТ может работать в трех режимах визуализации:
1. Анатомическая визуализация с использованием одной длины волны излучения и в различной масштабности. Этот режим был использован для визуализации различных структур и органов лабораторных животных и человека, в том числе органов сосудистой системы, почек, сердца, печени, головного мозга и мышц.
2. Функциональная / динамическая визуализация, выполняется с темпом видео-потока (в режиме реального времени) для выявления изменений в тканях, обусловленных гемодинамикой, движением, например, пульсацией сосудов, и приемом лекарственных препаратов (фармакодинамикой).
3. Биологическая / молекулярная визуализация, которая основана на возможностях мультиспектральной МСОТ. Данный режим используется для визуализации оксигенации тканей, генов-репортеров, флуоресцентных белков и различных экзогенных агентов (флуоресцентные красители, наночастицы, другие агенты специфичные для исследуемого образца ткани) в применении к лабораторным животным и человеку.

### Задача количественного определения на основе МСОТ
МСОТ обеспечивает анатомическую, динамическую и молекулярную информацию, однако, количественная оценка свойств МСОТ изображений нетривиальна, так как составляющие исследуемой ткани поглощают и рассеивают направленное в ткани световое излучение. В результате, поток излучения уменьшается по мере его распространения вглубь ткани, в то время как степень ослабления зависит от длины волны. Таким образом, измеренная спектральная характеристика светопоглотительной молекулы внутри ткани может отличаться от спектра поглощения той же молекулы, но измеренного в кювете спектрофотометра. Подобное расхождение, или иначе «спектральная окраска», зависит от количества и типа светопоглотителей на пути распространения излучения. Спектральный окраска усложняет задачу спектрального разложения, которая требует точного знания спектра поглощения. Кроме того, оптоакустическая визуализация с разрешением в диапазоне 1-100 мкм, не способна различать отдельные светопоглощающие молекулы. И как следствие, спектральный ответ нескольких светопоглотителей представляет собой линейную комбинацию спектральных характеристик компонентов ткани, таких как окси- и деокси-гемоглобин, меланин, вода, липиды и неизвестные метаболиты, что еще в большей степени затрудняет разложение. Недавно была разработана техника собственных спектров МСОТ (в англ. «eigenspectra») для более точного моделирования спектральных характеристик различных светопоглотителей в трехмерной ткани. Это поможет улучшить спектральное разложение и, следовательно, качество изображений.

### Чувствительность метода
МСОТ повзоляет различать светопоглощающие составляющие тканей на основе их спектра поглощения, включая наночастицы, красители и флуорохромы. Большинство флуорохромов оптимизированы для флуоресцентного излучения и потому не подходят для оптоакустической детекции, так как после поглощения световой энергии, они, как правило, становятся источниками флуоресценции, а не преобразуют энергию в тепло с генерацией фотоэхо. Красители с более высоким коэффициентом поглощения порождают более сильные оптоакустические сигналы.
Таким образом, чувствительность МСОТзависит от типа контрастного агента, характера его распределения и накопления в ткани, а также его устойчивости к фотообесцвечиванию под действием света. Чувствительность также зависит от свойств УЗ детектора, уровня используемой световой энергии, размер вокселя и метода спектрального разложения. С увеличением глубины проникновения, затухание света и звука уменьшают уровень оптоакустического сигнала и, следовательно, общую чувствительность обнаружения. Затухание ультразвука зависит от частоты: более высокие частоты затухают быстрее с увеличением глубины. Применение УЗ детекторов, которые являются более чувствительными в соответствующем диапазоне частот позволяет повысить чувствительность на глубине, но за счет ухудшения пространственного разрешения.
Расчеты показали, что МСОТ в состоянии обнаружить концентрацию органических флуорохром порядка 5 нМ. Данные расчеты не учитывают частотно-зависимое затухание ультразвука в тканях или требований спектрального разложения. Экспериментальные результаты демонстрируют чувствительность обнаружения 0,1-1 мкМ для органических красителей с минимальным детектируемым коэффициентом оптического поглощения 0,1-1 см-1, таких как индоцианин зеленый и Alexa флуорохромы. Более совершенные методы спектрального разложения на основе статистических схем обнаружения могут позволить повысить чувствительность МСОТ.

## Интерпретация контраста изображений и области применения МСОТ
Оптоакустическая визуализация в целом, и в особенности МСОТ, нашли широкое применение в анализе животных моделей, в том числе для визуализации органов, различных патологий, функциональных процессов и био-распределения. Данный диапазон применений демонстрирует гибкость МСОТ, и отражает диапазон доступных контрастных агентов. Практически каждая молекула, которая поглощает свет и преобразует его в волны звукового давления, обладает потенциалом для обнаружения сей молекулы методом МСОТ. Контрастные агенты, поглощающие свет в ближнем ИК-диапазоне представляют особый интерес, так как с их помощью возможна визуализация на большей глубине.

### Эндогенные контрастные агенты
Гемоглобин является доминирующим поглотителем света в видимой и ближней ИК области оптического спектра и широко используется для оптоакустической визуализации. Эндогенный контраст обеспечиваемый гемоглобином позволяет проводить визуализацию сосудистой анатомии с высокой чувствительностью в различных масштабах. Использование МСОТ в дальнейшем позволяет различать статус оксигенации гемоглобина, что в свою очередь позволяет без применения дополнительных меток проводить оценку оксигенации ткани и степени гипоксии, оба показателя являются важными параметрами для многих функциональных и патологических исследований. Визуализация где источником контраста является гемоглобин и позволяющая различать сосудистые аномалии и уровни оксигенации может быть полезна для различных применений, в том числе для визуализации перфузии тканей, воспалений, обнаружения и характеризации опухолей различной природы.
Меланин является еще одним важным эндогенным поглотителем света; меланин поглощает в широком диапазоне длин волн в видимом и ближнем ИК-диапазоне, с уменьшением поглощения на более высоких длин волн. Оптоакустическая визуализация меланина проводится для оценки глубины врастание меланомы внутрь эпителиальной ткани, а также для оценки онкологического статуса сигнальных лимфатических узлов у пациентов с меланомой. С помощью МСОТ могут быть также обнаружены циркулирующие клетки меланомы.
Другие эндогенные поглотители света в тканях могут быть обнаружены с помощью технологии МСОТ в том случае, если для облучения исследуемого образца используется соответствующий диапазон длин волн. Так визуализация липидов может быть достигнута при использовании излучения с длинами волн в ближней ИК области, с пиком поглощения на длине волны 930 нм. Вода поглощает в ближней ИК области при длинах волн более 900 нм и пиком поглощения при 980 нм. Визуализация билирубина и цитохромов достигается при использовании излучения в диапазоне синего света. УФ-поглощение ДНК было использовано для визуализации клеточных ядер.

### Экзогенные контрастные агенты
Большое количество экзогенных контрастных агентов было разработано для применения в оптоакустике или же в настоящее время находятся на стадии разработки. Эти контрастные агенты должны обладать спектром поглощения, отличным от эндогенных поглотителей света в ткани, только таким образом их можно отличить от других фоновых поглотителей с помощью метода спектрального разложения. Существуют различные классы экзогенных контрастных агентов. Органические красители, такие как флуорохромы индоцианин зеленый и метиленовый синий, не специфичны и одобрены для клинического применения, а также подходят для визуализации перфузии тканей. Они, как правило, имеют низкий квантовый выход, поэтому преобразуют большую часть поглощенной энергии в тепло, и как следствие в фотоэхо. Так как данные красители могут быть использованы для визуализации как на основе оптоакустики так и флуоресценции, оба метода микроскопии могут быть использованы, тем самым взаимно дополняя друг друга. Органические красители, как правило, хорошо охарактеризованы благодаря их широкому применению для флуоресцентной визуализации. Фотосенсибилизаторы, используемые в клинической практике для фотодинамической терапии, могут быть обнаружены с помощью МСОТ, что позволяет анализировать их фармакокинетику и био-распределение ин виво. Светопоглощающие наночастицы обладают потенциальным преимуществом по сравнению с органическими красителями благодаря их способности генерировать более сильные фотоэхо в сочетании с более низкой светочувствительностью. Недостаток наночастиц заключается в том, что решение об использовании данных частиц в клинических исследованиях выносится в каждом конкретном случае в индивидуальном порядке, так как их безопасность пока не подтверждена. Золотые наночастицы, наночастицы серебра, углеродные нанотрубки, а также частицы оксида железа были использованы для доклинической оптоакустической визуализации. Золотые наночастицы генерируют сильные оптоакустические сигналы в результате плазмонного резонанса, а их спектр поглощения может быть изменен в зависимости от их формы. Некоторые наночастицы оксида железа, такие как SPIO, уже получили одобрение для клинического использования в качестве контрастных агентов для МРТ.
Адресные контрастные агенты содержат краситель или наночастицу, имеющую адресный лиганд, для обеспечения МСОТ контраста в определенных тканях или же в присутствии специфических клеточных или молекулярных процессов. Такие агенты были использованы в для визуализации МСОТ интегринов в опухолях у животных. Адресные агенты также могут быть активируемыми так, что их спектр поглощения видоизменяется под действием меняющейся мискросреды. Например, контрастный агент активируемый посредством расщепления матриксной металлопротеиназы (ММП) использовался для визуализации активности ММП в опухолях щитовидной железы у мышей.
Флуоресцентные белки, которые уже нашли широкое распространение и являются мощными инструментами для биомедицинских исследований, такие как зеленый флуоресцентный белок, также могут быть визуализированы с помощью МСОТ. Недавно разработанные флуоресцентные белки, которые поглощают в ближнем ИК-диапазоне (например, красный флуоресцентный белок) позволяют визуализацию глубоко внутри ткани. МСОТ на основе in-situ экспрессии флуоресцентных белков может использовать промоутеры специфические для разных типов ткани или процессов развития, позволяя визуализацию отдельных частей организма на определенных стадиях развития. Например, eGFP и mCherry флуоресцентные белки были использованы в модельных организмах, таких, как организм куколок Drosophila melanogaster и взрослых лучепёрых рыб вида Danio rerio, mCherry был также использован для визуализации в опухолевых клетках головного мозга мыши. Подобного рода трансгенный подход не ограничивается лишь флуоресцентными белками: так инфицирование ткани вирусом коровьей оспы, несущим ген тирозиназы, ведет к выработке меланина in situ, который в свою очередь генерирует сильный оптоакустический сигнал для МСОТ.

## Новые области применения МСОТ
Благодаря способности обеспечить пространственное и спектральное разрешение в режиме реального времени в различных масштабах, оптоакустическая визуализация в целом и, в частности, МСОТ, будут иметь играть роль в клинической визуализации и лечении рака, сердечно-сосудистых заболеваний и воспалений. МСОТ предлагает многочисленные преимущества в сравнении с другими методами радиологии благодаря таким аспектам, как способность различать окси- и деокстигемоглобин, совместимость с широким набором экзогенных контрастных агентов, ее масштабируемость и способность быстрой визуализации внутри ткани.

### Визуализация фармакокинетики
МСОТ позволяет отслеживать путь вводимых агентов в циркуляции крови, что открывает возможность для анализа фармакокинетики in vivo в режиме реального времени. Это может помочь сократить количество животных, необходимых при проведения биомедицинских исследований.

### Визуализация рака молочной железы
Несколько оптоакустических исследований были нацелены на улучшение низкой чувствительности рентгеновской маммографии применительно к плотной ткани молочной железы, а также на повышение низкой специфичности ультразвуковой визуализации. МСОТ может обеспечить меньшее число незамеченных злокачественных новообразований в плотной ткани молочной железы, нежели общепринятые методики, поскольку оптоакустический контраст не зависит от плотности молочной железы. Исследования рака молочной железы методом МСОТ, как правило, сосредоточены на обнаружении локализаций повышенной плотности сосудов и, соответственно, повышенной концентрации гемоглобина характерной для внутри- и около-опухолевой ткани. Универсальность метода МСОТ может также позволить визуализацию других онкологических биомаркеров не детектируемых стандартными методами.

### Визуализация сосудистых заболеваний
Не так давно была проведена визуализация распределения гемоглобина в сонных артериях здоровых людей в режиме реального времени с использованием ручного устройства, аналогичного диагностическому ультразвуковому датчику. Способность визуализации кровеносных сосудов конечностях, может быть полезна для оценки периферийной сосудистой болезни.

Рис. 4. МСОТ сосудов. МСОТ датчик показанный на рисунке позволяет измерять оптоакустические сигналы гемоглобина с более выскокой чувствительностью чем с помощью Допплера. Структуры отмеченные на рисунке: ADP, dorsalis pedis artery; ATP, tibialis posterior artery; MH, medial hallux; DH, distal hallux.

### Визуализация кожных покровов
Оптоакустическая мезоскопия может применяться для визуализации кожных новообразований. Исследования при помощи доклинических моделей продемонстрировали возможность выявления таких особенностей подкожных поражений, как глубина залегания, сосудистая морфология, уровень насыщенности кислородом и содержание меланина. Комбинация оптоакустической мезоскопии с экзогенными агентами может помочь получить дополнительную полезную информацию.

### Эндоскопия
Миниатюризация систем излучения и детекции ультразвука обеспечивает предпосылки для создания систем оптоакустичской эндоскопии для визуализации желудочно-кишечного тракта. Подобная система для комбинированной МСОТ и ультразвуковой эндоскопии была использована для визуализации пищевода и толстой кишки у крыс и кроликов. Изображения МСОТ выявили характерные черты сосудистой системы и уровень насыщенности кислородом, которые не могли быть обнаружены посредством лишь ультразвука. Кроме того, оптоакустическая эндоскопия позволяет обнаружить экзогенный краситель Эванса (голубой) после инъекции в лимфатическую систему. Технический прогресс позволит в ближайшем будущем проводить оптоакустическую визуализацию желудочно-кишечного тракта у людей, что обеспечит трехмерный анализ подозрительных новообразований, что являет собой более полную информацию, чем посредством стандартной эндоскопии. Пример реализация оптоакустического эндоскопа показан на Рис. 13 вместе с полученными изображениями.

### Интрасосудистая визуализация
Ожидается, что миниатюрные оптоакустические устройства также откроют интересные возможности для интрасосудистой визуализации [72-74], тем самым улучшая нашу способность обнаруживать биомаркеры атеросклероза и аналогичных процессов сужения сосудов. Оптоакустическая визуализация, вероятно, хорошо подойдет для подобных применений, так как обеспечивает характеризацию липидов, неоваскуляризации, оксигенации гемоглобина и контрастных агентов, характерных для воспалительных процессов.

### Анализ метастатическим статуса сигнальных лимфатических узлов
Меланома метастазирует в региональные лимфатические узлы на раннем этапе, поэтому удаление и анализ так называемых сигнальных лимфатических узлов имеет важное значение для лечения и прогностической оценки. Для идентификации сигнального лимфатического узла, внутрь первичной опухоли вводят радиотрейсер, испускающий гамма-кванты и накапливающийся внутри сигнального лимфатического узла. МСОТ может обеспечить альтернативу для нерадиоактивного, неинвазивного анализа метастатического статуса сигнальных лимфатический узлов. Первоначальные исследования показали, что МСОТ позволяет проводить детекцию сигнальных лимфатических узлов на основе накопления индоцианина зеленого (ICG) после инъекции в опухоль, а также проводить оценку метастазирования меланомы внутри лимфатических узлов.

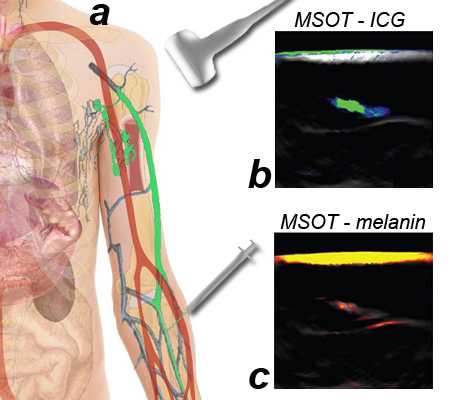

Fig. 5: MSOT for determination of the metastatic status of sentinel lymph nodes in melanoma patients. (A) Indocyanine green (ICG) is injected and accumulates inside the sentinel lymph node, which is detected using a hand-held two-dimensional MSOT device. (b) MSOT images of the ICG accumulating in the sentinel lymph node (in color), overlaid on a background image of tissue illuminated at a single wavelength. Each image came from a different patient. (c) MSOT imaging of melanin (in color) overlaid on a background image of tissue. The first image shows a patient without melanoma metastasis. The second image shows a patient with melanoma metastasis inside the sentinel lymph node. In both cases, strong melanin signal from the skin can be seen

### Интра-операционная визуализация
Оптоакустическая визуализация в целом, в частности МСОТ может решить целый ряд проблем, возникающих в процессе хирургического вмешательства, обеспечивая визуализацию внутренних тканей в режиме реального времени. В частности, оптоакустическая визуализация может предоставить оперативную информацию о состоянии перфузии тканей на основе анализа динамики гемоглобина и уровня насыщенности тканей кислородом. В свою очередь это позволит обнаружить участки с высоким риском анастомотической утечки при ишемии толстой кишки или пищевода, что позволит заблаговременно принять профилактические меры.

## Возможное применение для определения метастаза лимфатических узлов без биопсии
МСОТ позволяет проводить детекцию меланина в тканях на глубине до 5 см. Метод был протестирован на 500 удаленных лимфатических узлах с целью определения наличия меланина, что является признаком метастазирования меланомы.